# Handley Page Aircraft Company

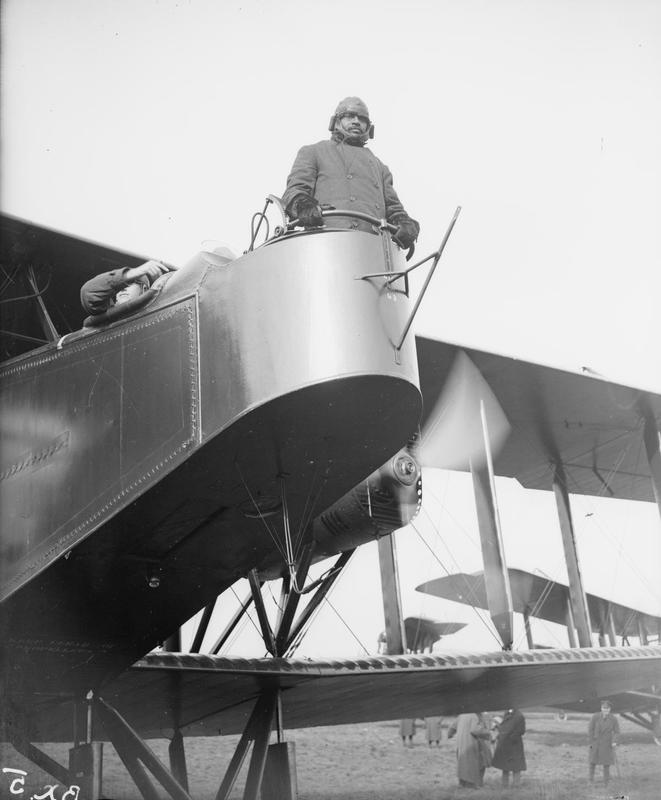
O imponente Handley Page.

A Handley Page Aircraft Company foi uma empresa britânica construtora de aviões civis e militares que atuou entre 1909 e 1970. A empresa construiu aviões bombardeiros durante a Primeira e a Segunda Guerras Mundiais.
No período entre Guerras e depois, ela atuou também no mercado civil de transporte aéreo, primeiro adaptando os modelo militares, e mais tarde criando modelos específicos para o transporte de passageiros.

## Histórico

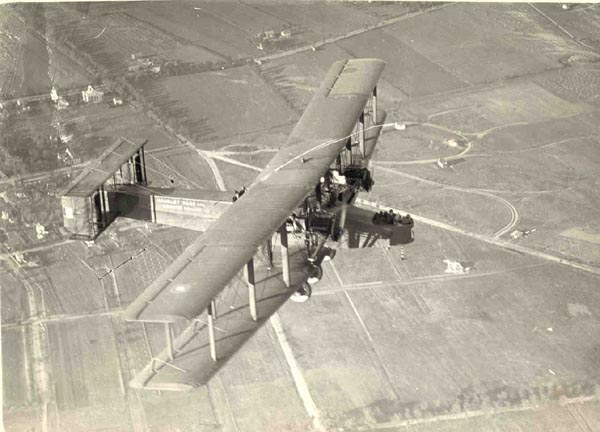
O Handley Page Atlantic em voo sem escalas entre Nova Iorque e Chicago, 1919.

Frederick Handley Page, começou seus experimentos construindo vários biplanos e monoplanos em Woolwich, Fambridge e em Barking Creek. Sua companhia, a Handley Page Aircraft Company, fundada em 17 de junho de 1909, tornou-se a primeira empresa britânica de capital aberto a construir aviões. Em 1912, a fábrica mudou-se para Cricklewood, onde tinha um aeroporto próprio, o Aeroporto de Cricklewood.
Durante a Primeira Guerra Mundial ela produziu uma série de bombardeiros pesados para a Marinha Real com a intenção de represália aos ataques dos Zeppelin à Londres. Para isso ela construiu os modelos: O/100 de 1915, o O/400 de 1918, e o quadrimotor V/1500, com autonomia para atingir Berlim, porém esse último só ficou pronto para o serviço operacional quando a guerra já havia terminado em 1918.   
Nos anos que se seguiram à Guerra, a Handley Page modificou uma quantidade de O/400 para uso como avião comercial de passageiros, voando de Londres a Paris com o nome de Handley Page Transport. O seu primeiro modelo específico de avião comercial foi o W.8, uma estrutura de O/400 com soluções e melhorias usadas no V/1500. Em 1924, a Handley Page Transport se juntou a duas outras companhias regionais criando a Imperial Airways, primeiro serviço aéreo nacional do Reino Unido.  
A Handley Page desenvolveu também um acessório aerodinâmico, montado à frente e sobre a asa principal melhorando o fluxo de ar em altos ângulos de ataque. O acessório foi tão bem sucedido que as taxas de licença para outras companhias eram sua maior fonte de lucros no início da década de 1920.
Durante a Segunda Guerra, a Handley Page voltou a fabricar bombardeiros. Seu produto de maior sucesso então foi o quadrimotor HP.57 Halifax, que se tornou o segundo bombardeiro pesado britânico mais usado, logo depois do Avro Lancaster. Apesar de melhor que o Lancaster em alguns aspectos, como taxa de sobrevivência da tripulação, o Halifax perdia em termos de performance em altitude e acabou sendo usado no final da Guerra como transporte pesado e reboque de planadores.
Depois de resistir durante algum tempo às pressões do governo para que se fundisse com outras companhias, ao final da década de 60, a indústria de aviação britânica estava concentrada em apenas duas empresas: a Hawker-Siddeley e a British Aircraft Corporation. 
Sem chance de competir com as gigantes em pedidos do governo ou no ramo de grandes aviões comerciais, a Handley Page fez um último esforço com o projeto do  Jetstream, um pequeno turboélice comercial com capacidade para 12 a 18 passageiros.
O Jetstream no entanto, chegou muito tarde para salvar a empresa, que entrou em liquidação voluntária em março de 1970, cessando as atividades, mas só foi oficialmente extinta em 3 de junho de 2001.

## Produtos
- Type A / HP.1 – monoplano (1910)
- Type B / HP.2 – biplano
- Type D / HP.4 – monoplano (1911)
- Type E / HP.5 – monoplano
- Type F / HP.6 – monoplano
- Type G / HP.7 – biplano
- Type L / HP.8 – biplano – nunca voou
- HP.14 - protótipo para reconhecimento naval
- Type O – bombardeiro bimotor
  - O/100 (HP.11)
  - O/400 (HP.12)
    - O/7 bombardeiro
    - O/10 avião comercial
    - O/11 avião comercial
    - W/400 avião comercial
- V/1500 / HP.15
- Type W avião comercial
  - W8 / HP.18 / HP.26 Hamilton
  - W9 / HP.27 Hampstead
- Type T / HP.19 Hanley
- HP.20
- Type S / HP.21
- HP.22
- HP.23
- HP.24 Hyderabad
- Type Ta / HP.25 Hendon
- C/7 / HP.28 Handcross
- HP.31 Harrow
- HP.32 Hamlet
- HP.33 / HP.35 / HP.36 Hinaidi – bombardeiro pesado
- HP.34 Hare
- HP.38 / HP.50 Heyford – bombardeiro pesado biplano
- HP.39 Gugnunc – biplano experimental
- HP.42 – avião comercial biplano
- HP.43 – bombardeiro biplano com três motores
- HP.45 – avião comercial biplano
- HP.46 - bombardeiro torpedeiro
- HP.47 - bombardeiro, bombardeiro torpedeiro
- HP.51 – protótipo de bombardeiro
- H.P.52 Hampden – bombardeiro médio
- HP.53  – projeto de bombardeiro para a Suécia, levou ao HP.52 Hereford
- HP.54 Harrow – bombardeiro pesado monoplano
- HP.55 – projeto de bombardeiro pesado bimotor
- HP.56 – projeto de bombardeiro pesado bimotor
- Halifax – bombardeiro pesado quadrimotor
  - HP.57 Halifax Mk.I
  - HP.58 Halifax Mk.II
  - HP.59 Halifax Mk.II Series
  - HP.61 Halifax Mk.III
  - HP.63 Halifax Mk.V / VI / VII
  - HP.70
    - Halifax Mk.VIII
    - Halton – airliner
- HP.65 - projeto para o novo Halifax, asa de baixo arrasto, motor Hercules turbo comprimido.[5]
- HP.66 - projeto para o novo Halifax, abandonado depois da Guerra.
- HP.69 - projeto para o novo Halifax, motor Hercules 100 turbo comprimido, projeto "engavetado" em 1944[6]
  - HP.71 Halifax Mk.IX
- HP.67 Hastings – transporte militar
- Handley Page Hermes – avião comercial
  - HP.68 Hermes I
  - HP.74 Hermes II
  - HP.81 Hermes IV
  - HP.82 Hermes V
- HP.75 Manx – avião de pesquisa sem cauda
- HP.80 Victor – bombardeiro quadrimotor
- HP.88 – avião de pesquisas Victor
- HP.115 – avião de pesquisa com asa em delta
- HP.100 – bombardeiro de reconhecimento
- HP.137 Jetstream – avião comercial bi turboélice

Handley Page (Reading) designs
- HPR.1 Marathon – avião comercial
- HPR.2 Basic Trainer – treinador básico
- HPR.3 Herald avião comercial
- HPR.5 Marathon – avião para testes de motor
- HPR.7 Dart Herald – avião comercial